# 李凌 (音乐家)
李凌（1913年12月6日—2003年11月3日），原名李树连，曾用名李绿永、陆泳等，广东台山人，中国音乐教育家、音乐评论家、音乐活动家，作为中国交响乐团（创建时称为中央乐团）的缔造者之一，并作为中国交响乐团的首任团长，为推动中国的音乐事业发展作出了重大的贡献。中国共产党党员。

## 生平

### 少年时期
李凌的父亲喜欢唱粤曲，而且经常与喜好粤曲的朋友自弹自唱，李凌自幼就受到音乐熏陶。
小学时李凌的音乐教师陈宝珊也是个音乐迷，他把粤剧《夜访白芙蓉》、《夜吊白芙蓉》等作为教材，为李凌后来的音乐生涯创下了基础，李凌在这个时期已经可以唱整出的折子戏了。

### 中日战争时期
七七事变以后，日本对中国的侵略加剧，李凌在家乡与当地的知识青年、教师、学生等支持抗日人士组织起来，成立了台山青年抗日救亡工作团，开展抗日宣传工作，李凌任工作团艺术指导。他在抗日救国的宣传中，化妆成老渔民或难民演唱粤曲或民歌，受到乡民的欢迎。
1938年，李凌赴延安，在延安鲁迅艺术学院学习，最初在美术系，后转到音乐系学习。李凌同期学员后来大多成为新音乐运动的骨干。同期学员包括黄友文、李焕之、李鹰航、粱寒光、王元方、汪鹏、甄伯蔚、周辛等人。
1940年，李凌从延安来到重庆，根据延安共产党的决定，与赵沨、林路、沙梅等人在重庆成立“新音乐社”、筹办大众化音乐刊物《新音乐》。《新音乐》对“新音乐运动”产生了非常深的影，第一期销量就超过3万份。《新音乐》还以函授形式创办“音乐通讯学校”，学员最多时超过两千人，《新音乐》在群众和音乐爱好者之间的影响迅速扩大。随着《新音乐》、“新音乐社”和“音乐通讯学校”的影响日益扩大，周恩来在重庆八路军办事处约见李凌，对他们所做的工作给予了肯定和殷切的勉励，并对新音乐运动的开展作了具体指示，要求《新音乐》加强与音乐界知名人士的联系，在音乐界上层人士中建立统一战线。根据周恩来的指示，李凌积极联系了方连生、黎国荃、马思聪、缪天瑞等音乐名人取得联系，在他们当中展开工作，动员他们参加中国共产党的抗日统一战线。《新音乐》成为当时影响最大的音乐刊物之一，冼星海、缪天瑞、赵讽、孙慎、吕骥等音乐界人士都为该刊物撰文。《新音乐》共创办了9卷49期，累计11年的出版历程。
1941年皖南事变后，李凌在周恩来的安排下流亡缅甸，与同时流亡缅甸的文艺工作者组成抗日宣传队，继续抗日斗争工作。同年11月在缅甸加入了中国共产党。

### 国共内战时期
创建中华星期音乐学院。
创建香港中华音乐学院。

### 中华人民共和国成立后
成立中央音乐学院。
创立中央乐团，并任团长。

### “文革”以后
2003年，李凌在北京逝世。